# 阿爾塔維斯塔 (加利福尼亞州因約縣)
阿爾塔維斯塔（英語：Alta Vista）是位於美國加利福尼亞州因約縣的一個非建制地區。該地的面積和人口皆未知。

## 地理
阿爾塔維斯塔的座標為37°24′46″N 118°32′33″W / 37.41278°N 118.54250°W，而該地的平均海拔高度為1399米（即4590英尺）。